# Gedit
El gedit és un complet editor de text lliure que es distribueix juntament amb l'entorn d'escriptori GNOME per a sistemes tipus Unix.
Aquest editor es caracteritza principalment per la seva facilitat d'ús, aconseguida principalment gràcies a una interfície clara i neta, mostrant únicament les funcionalitats principals que acostumen a necessitar la majoria d'usuaris.
El programari es distribueix sota les condicions de la llicència GPL.

## Característiques principals
A més de les funcionalitats bàsiques que són habituals en un editor de text, com copiar, retallar i enganxar text, imprimir, etc, el Gedit incorpora, entre d'altres, les següents funcionalitats:
- Suport de texts internacionalitzats, usant la codificació UTF-8.
- Ressaltat del text segons la sintaxi de diversos llenguatges de programació: C, C++, Java, Python, etc.
- Corrector ortogràfic multi-idioma.
- Incorporació de complements per ampliar les funcionalitats bàsiques del programa.
- Possibilitat de canviar el color i la font del text de l'editor.
- Numeració de línies.
- Cerca i reemplaçament de text.
- Edició d'arxius remots.
- Còpia de seguretat dels fitxers sobre els quals es treballa.
- Des de la versió 3.20 Gedit utilitza Gspell per a la comprovació ortogràfica.[1]

## Arquitectura
L'aplicació està dissenyada per funcionar sobre l'X Window System, usant les llibreries GTK+ 2.0 i GNOME 2.0. L'editor està integrat amb la resta de l'escriptori GNOME, suportant l'arrossegat d'arxius des del navegador de fitxers Nautilus cap al cos principal de l'aplicació, utilitza el marc d'impressió del gestor de GNOME, i el seu sistema integrat d'ajuda.